# Långtjärnen (Storsjö socken, Härjedalen, 696853-137856)
Långtjärnen är en sjö i Bergs kommun i Härjedalen och ingår i Ljungans huvudavrinningsområde. Sjön har en area på 0,181 kvadratkilometer och ligger 513,2 meter över havet.

## Delavrinningsområde
Långtjärnen ingår i det delavrinningsområde (696892-137797) som SMHI kallar för Utloppet av Långtjärnen. Medelhöjden är 551 meter över havet och ytan är 1,81 kvadratkilometer. Det finns inga avrinningsområden uppströms utan avrinningsområdet är högsta punkten. Vattendraget som avvattnar avrinningsområdet har biflödesordning 4, vilket innebär att vattnet flödar genom totalt 4 vattendrag innan det når havet efter 296 kilometer. Avrinningsområdet består mestadels av skog (78 procent). Avrinningsområdet har 0,18 kvadratkilometer vattenytor vilket ger det en sjöprocent på 10,1 procent.